# Guatteria recurvisepala
Guatteria recurvisepala R.E.Fr. – gatunek rośliny z rodziny flaszowcowatych (Annonaceae Juss.). Występuje naturalnie w Nikaragui, Kostaryce, Panamie, Kolumbii, Wenezueli, Gujanie, Brazylii, Peru oraz Ekwadorze. 

## Morfologia
PokrójZimozielone drzewo dorastające do 25 m wysokości. Młode pędy są owłosione.
LiścieMają kształt od podłużnie eliptycznego do podłużnie odwrotnie owalnego. Mierzą 14,5–32 cm długości oraz 5–10 szerokości. Są lekko owłosione od spodu. Nasada liścia jest rozwarta. Wierzchołek jest spiczasty.
KwiatySą pojedyncze. Rozwijają się w kątach pędów. Działki kielicha mają owalny kształt i dorastają do 1–1,5 mm długości. Płatki mają podłużny kształt. Osiągają do 35 mm długości.
OwocePojedyncze. Osiągają 9 mm długości oraz 5 mm średnicy.

## Biologia i ekologia
Rośnie w wiecznie zielonych lasach. Kwitnie w kwietniu.